# Stefania Barr
Stefania Noelle „Fani“ Barr (* 4. Dezember 1994 in Salt Lake City, Salt Lake County, Utah) ist eine US-amerikanische Schauspielerin, Filmkomponistin, Songwriterin sowie Sängerin und Frontfrau der Indie-Alternative Rockband Shrink the Giant.

## Leben
Barr wuchs in Park City im US-Bundesstaat Utah auf. Ihre Brüder sind der Schauspieler  Sebastian Michael Barr und der Film-Cutter  Jean-Christian Barr. Beide sind ebenfalls in der Band Shrink the Giant aktiv. Mit sieben Jahren nahm sie erste schauspielerische Kleinstrollen für den Disney Channel entgegen. 2012 spielte sie die gleichnamige Titelrolle im Kurzfilm Life According to Penny, der am 27. Januar 2012 auf dem LDS Film Festival uraufgeführt wurde und am 24. Juni 2012 auf dem San Antonio Film Festival gezeigt wurde. Für denselben Film war sie erstmals als Komponistin für die Filmmusik tätig. Im gleichen Jahr erschien das gleichnamige Album ihrer Band. 2014 folgte mit Faceless das zweite Album.
Sie übernahm in der Vergangenheit auch immer wieder Aufgaben in der Filmindustrie im Bereich des Filmschnitts oder der Kamera.

## Filmografie

### Schauspiel
- 2003: Die Rennfahrerin (Right on Track) (Fernsehfilm)
- 2004: The First Vampire: Don't Fall for the Devil's Illusions (Kurzfilm)
- 2005: The Doorstep (Kurzfilm)
- 2006: Unrest – Schrei nicht, du weckst die Toten (Unrest)
- 2006: Halloweentown 4 – Das Hexencollege (Return to Halloweentown) (Fernsehfilm)
- 2007: Das Geheimnis der kleinen Farm (The Last Sin Eater)
- 2007: The Dance
- 2009: Fifty Cents (Kurzfilm)
- 2009: Once Upon a Summer
- 2009: Getting Ahead  (Kurzfilm)
- 2009: Illusion (Kurzfilm)
- 2011: Hunger Games: The Second Quarter Quell (Kurzfilm)
- 2012: Life According to Penny (Kurzfilm)
- 2012: Sirens' Song (Kurzfilm)
- 2015: Guardian (Kurzfilm)
- 2017: Small Town Crime
- 2018: Youth & Consequences (Mini-Fernsehserie, Episode 1x07)
- 2018: Trek: The Movie
- 2019: Stalker
- 2019: High School Musical: Das Musical: Die Serie (High School Musical: The Musical: The Series) (Fernsehserie, Episode 1x05)
- 2019: Paranoid (Kurzfilm)

### Kompositionen
- 2012: Life According to Penny (Kurzfilm)
- 2012: Sirens' Song (Kurzfilm)
- 2012: Between (Kurzfilm)
- 2016: Superpowerless
- 2016: Get Well Soon (Kurzfilm)
- 2017: Hanneli and Anne (Kurzfilm)

## Diskografie
Mit Shrink the Giant
Singles
- 2016: Fast and Far
- 2025: Tick Talk

Alben
- 2012: Shrink the Giant
- 2014: Faceless

EPs
- 2022: Peace on Earth